# ژرژ ویومیه
ژرژ ویومیه (فرانسوی: Georges Vuilleumier‎; ۲۱ سپتامبر ۱۹۴۴ – ۲۹ ژوئیهٔ ۱۹۸۸) بازیکن فوتبال اهل سوئیس بود.
از باشگاه‌هایی که در آن بازی کرده‌است می‌توان به باشگاه فوتبال لوزان-اسپورت اشاره کرد.
وی همچنین در تیم ملی فوتبال سوئیس بازی کرده‌است.